# Pürák
A pürák, palarok vagy plerák (ógörög Πυροι, Παλάριοι, latin Pyrae, Plerae) a déli illírek közé tartozó törzs volt az ókorban. A források az i. e. 2. század kapcsán említik őket mint a római fennhatóság ellen fellázadt törzset.
Idősebb Plinius és Pomponius Mela említették a pürákat a harmadik római–illír háborúval (i. e. 168) római fennhatóság alá kerülő illír népek között, együtt a taulantokkal, illürökkel, grabákkal, labeátokkal és más kisebb törzzsel. Pliniustól tudjuk, hogy a pürák még az ő idejében, az i. sz. 1. században is megtartották identitásukat. Pontos szállásterületük nem ismert, csak annyit lehet tudni, hogy az i. e. 168-ban Rómának meghódolt területen, a Narón (Neretva) völgye és Lisszosz között húzódó vidéken kellett élniük. Šašel Kos rekonstrukciós kísérletében a Narón bal partja és Epidaurosz városa közötti tengerparton helyezte el őket mint a daorszok nyugati és az ardiaták északnyugati szomszédait. Appianosz jegyezte fel, hogy i. e. 135-ben a pürák az ardiatákkal összefogva fellázadtak a római fennhatóság ellen, de 10 ezer gyalogos és 200 lovas katona élén Servius Fulvius Flaccus consul leverte őket.